# 馗降：粽邪2
《馗降：粽邪2》是一部2020年臺灣劇情恐怖長片，由《粽邪》的導演廖士涵執導，李康生、許安植領銜主演。主創團隊延續民間「送肉粽」的儀式概念，以更高預算創造更高規格的續集電影。

## 劇情
網紅灰熊（孫安佐 飾）和擁有靈異體質的佳敏（許安植 飾）在召喚椅仔姑儀式中完全失控，幸而得到路過的火哥（李康生 飾）相助。一心只想變成正常人的佳敏找到火哥，希望火哥可以幫助她。同時間，佳敏與火哥所在的小鎮卻陸續有人上吊身亡，因病無法送肉粽的阿西法師（陳博正飾）只好尋求昔日師弟火哥的協助，佳敏和火哥因此重逢，殊不知兩人卻一步步掉進邪靈的陷阱裡......。

## 製作
2018年上映的恐怖國片《粽邪》，票房超過5,000萬元，創下當年全台暑假檔期華語片票房冠軍。2020年再度推出續集《馗降：粽邪2》搶攻暑假檔，續集製作規模擴大，劇情複雜度加深，更是找來金馬影帝李康生挑樑主演。
延續第一集《粽邪》台灣中部沿海一帶傳統民俗送煞儀式－送肉粽，加上泰國鬼王－鬼師父和台灣的都市傳說－椅仔姑等新的神怪元素。
由於題材特殊，拍攝時幾乎都是半夜，鍾馗又為鎮煞捉鬼的伏魔大帝，不是誰都能扮演，最嚴重甚至會送命！因此團隊特別南下鍾馗廟擲茭請示，最後由李康生連續5個聖杯，成為馗爺欽點的「鍾馗」。他想起蔡明亮導演也曾找他演鍾馗，等於馗爺2次找上他，李康生說:「我覺得或許是天命」，才決定放膽接下角色。拍攝初期，李康生才剛大病初癒，但覺得是由馗爺特地欽點的演員，堅決親自出演跳鍾馗。

## 拍攝
跳鍾馗禁忌中，畫了馗爺的妝、穿上官服後，習俗認為一講話或回頭，會被發現是假扮的，不能說話也不能回頭。但李康生有次不小心回頭，當場暈眩了一下，所幸法師來幫忙作法化解才得以平沒事。
網友反應在片中停屍間，看到阿姨（陳雪甄飾）身後出現一股白煙，並隨之飄動，形成一個看似人形的狀態，此幕是在台中殯儀館拍攝，監製鄒介中表示，其實在後製階段，就已發現這個白煙形體，雖然驚訝但沒有多想，對於常拍恐怖片的劇組來說，已司空見慣。
片中飾演阿怪的劉國劭，在手機也找到之前拍攝時的一張奇怪照片，當時正在拍鬼王鍾馗與泰國鬼師父大鬥法的場景，造型組工作人員拍了一張現場照片，結果發現劉國劭的襯衫背面，竟然出現一張原先沒有的人臉。
許安植有一次深夜下戲回家後，監製接到安植的經紀人緊急來電，表示安植狀態很不好，在家裡見到一個血淋淋的女人頭顱往她靠過來，監製馬上連絡白龍臥雲法師，法師卜卦後，發現是真的引來了靈，趕快作法幫安植安魂定魄，送走那個靈後，還把椅子燒掉。
製作團隊於各地勘景時竟也遭遇毛骨悚然之事。外聯在一座廢棄工廠勘景時，看到一間房間四周貼滿符咒，而靠近屋樑的地方，竟懸掛著一隻破舊的白色大玩偶熊，頸部被吊繩緊緊勒住，模樣恐怖，眼睛更直直瞪著他，當下感到異常邪門，寒毛直豎。
杜篤之替《馗降： 粽邪2》製作音效時，一幕邪靈肆虐的恐怖場景，音效設備突然出現無法解釋的雜亂音訊，顯示器上原本應該是規律的平行數值線，突然像鬼畫符一般糾結在一起，團隊面面相覷內心發毛，不知道最新型的設備為何會有這種詭異的現象產生，杜篤之老師為此急忙打越洋電話詢問國外廠商，誰知廠商也一頭霧水。
片中昌仔（顏正國飾）演出遭邪靈入侵、在樹上上吊身亡的場景，是在中部一處偏遠荒地。拍攝的第一天沒風沒雨，但第二天要拍攝前，附近的狗突然「吹狗螺」，顏正國說，從沒聽過那麼悲慘的吹狗螺、又長又淒涼。吹完沒多久，忽然刮起大風、大到他沒辦法說話、演戲。

## 演員
| 演員                | 飾演角色       | 角色介紹 |
| ------------------- | -------------- | --- |
| 李康生              | 鍾炎火（火哥） | 具鍾馗天命，能見陰陽。卻因為誤殺師父而自責不已，終日飲酒消愁，自我放逐。最後犧牲自己，化作鍾馗幫助佳敏擊敗鬼師傅。 |
| 許安植              | 魏佳敏         | 擁有靈異體質，擁有鍾馗兄妹命，個性古怪孤僻。父母因故身亡後，被母親的姊妹收養。雖然阿姨待她甚好，姨丈卻時常毆打她們。因此她的願望是能存夠一筆錢帶阿姨去臺北尋找新生活，脫離家暴苦海。最後繼承阿火的五雷印，拜入阿西師門下。 |
| 雷洪                | 金龍師         | 阿西師和火哥的師父。在火哥年少時，引導火哥走向正確的道路，臨死前不忘叮囑弟子不要辜負自己帶著的天命。 |
| 陳博正              | 阿西師         | 正職是一位蚵農，「兼差」是一位跳鍾馗的法師。因上次開壇送煞元氣大傷，仍在調養中。與火哥是昔日師兄弟，師父死後，對火哥消極頹喪的行為感到失望而與他漸行漸遠。                                                                 |
| 顏正國              | 昌仔           | 佳敏的姨丈，性格暴戾，會家暴老婆和外甥女。因販賣毒品信奉鬼師父而惹禍上身。 |
| 陳雪甄              | 陳玉蘭         | 佳敏的阿姨，佳敏父母死後將外甥女接過來照顧，為人溫婉善良，對會家暴的老公昌仔有複雜的感情。 |
| 劉國劭              | 阿怪           | 阿西師的姪兒。人前裝模作樣，人後膽小怕事，個性圓滑。以宮廟接班人自居，實際上多是做些打雜的瑣事。 |
| 楊慶煌              | 蔡檢           | 屢破毒品案件的檢察官，行事作風剽悍，不相信怪力亂神。 |
| 孫安佐              | 灰熊           | 芊芊的男朋友。台北電視台攝影助理。是個為了賺錢，什麼禁忌都敢踩的YouTuber。 |
| 夏紫薇              | 芊芊           | 佳敏的國中同學。面貌姣好，身材火辣，個性傻白甜，愛講話，但內心善良。成為鬼師傅的犧牲者。 |
| 鄒承恩 （特別客串） | 吳家維         | 粽邪1的男主角，書儀的丈夫，曾與阿怪一同經營網路直播。 |
| 夏于喬 （特別客串） | 林書儀         | 粽邪1的女主角，家維的妻子，懷有身孕。最後小孩疑似被鬼師傅附身。 |
| 李亞臻 （特別客串） | 李妍           | 粽邪1自縊的怨靈，懷恨書儀，愛慕家維。附身在書儀身上。 |
| 孫鵬 （特別客串）   | 警察           | 承辦灰熊死亡案件的警員 |
| 陳萬號              | 鎮長           | 小鎮的鎮長。請求阿西法師跳鍾馗送肉粽以防止一而再，再而三的上吊自殺事件。 |
| 吳昆達              | 毒販           | 信奉鬼師傅的毒販 |
| 莊益增              | 鎮民           | |
| 謝章穎              | 火哥           | 年輕時的火哥，天生負鍾馗天命，卻因此飽受磨難而浪蕩江湖。因師父金龍師提點，才得以走向正途。 |

## 發行
該片於2020年9月2日在臺灣戲院上映，並於2020年12月30日在Netflix全球上線。

## 獲獎與提名
| 類別       | 頒獎日期       | 獎項                   | 入圍者／作品           | 結果 | 參考  |
| ---------- | -------------- | ---------------------- | ---------------------- | ---- | ----- |
| 金馬獎     | 2020年11月21日 | 最佳女配角             | 陳雪甄                 | 提名 |       |
| 金馬獎     | 2020年11月21日 | 最佳視覺效果           | 許媛、黃閔彬           | 提名 |       |
| 金馬獎     | 2020年11月21日 | 最佳造型設計           | 施筱柔、王嘉瑩         | 提名 |       |
| 臺北電影獎 | 2021年10月9日  | 最佳女配角             | 陳雪甄                 | 提名 | [ 8 ] |
| 臺北電影獎 | 2021年10月9日  | 最佳配樂               | 吳欣穎                 | 提名 | [ 8 ] |
| 臺北電影獎 | 2021年10月9日  | 最佳造型設計           | 施筱柔、王嘉瑩         | 提名 | [ 8 ] |
| 臺北電影獎 | 2021年10月9日  | 最佳聲音設計           | 杜篤之、江宜真、卓宗成 | 提名 | [ 8 ] |
| 臺北電影獎 | 2021年10月9日  | 最佳視覺效果           | 許媛、黃閔彬           | 提名 | [ 8 ] |
| 臺北電影獎 | 2021年10月9日  | 最佳傑出技術：動作設計 | 周育生                 | 提名 | [ 8 ] |
| 臺北電影獎 | 2021年10月9日  | 最佳電影行銷獎         | 《馗降：粽邪2 》       | 提名 | [ 8 ] |
| 臺北電影獎 | 2021年10月9日  | 最佳海報獎             | 《馗降：粽邪2 》       | 提名 | [ 8 ] |
| 臺北電影獎 | 2021年10月9日  | 最佳預告片獎           | 《馗降：粽邪2 》       | 提名 | [ 8 ] |

## 外部連結
- YouTube上的馗降：粽邪2頻道
- 馗降：粽邪2的Instagram帳戶
- 馗降：粽邪2的Facebook專頁
- 豆瓣电影上《馗降：粽邪2》的資料 （简体中文）
- 開眼電影網上《馗降：粽邪2》的資料（繁體中文）
- Yahoo奇摩電影上《馗降：粽邪2》的資料（繁體中文）
- 台灣電影網上《馗降：粽邪2》的資料（繁體中文）